# Manuel García Blanco
Manuel García Blanco (Salamanca, 9 de marzo de 1902-Salamanca, 20 de enero de 1966) fue un filólogo español, catedrático de la Universidad de Salamanca, destacado por su dedicación a la obra de su maestro Miguel de Unamuno.
Se doctoró en Filosofía y Letras en la Universidad Central de Madrid. Fue becario en Alemania durante 1926. Ganó después cátedra en la Universidad de Salamanca, de la que fue Secretario General entre 1939 y 1956. Es autor de Siete estudios salmantinos.
Dedicó gran parte de su investigación a la obra de su maestro y se le debe la mejor edición de las obras completas del rector. Además estudió la toponimia de zona y los hablares leoneses.